# Izbice (Białoruś)
Izbice (biał. Ізбіцы, Izbicy; ros. Избицы, Izbicy) – wieś na Białorusi, w obwodzie brzeskim, w rejonie prużańskim, w sielsowiecie Suchopol.
W latach 1921–1939 należała do gminy Suchopol.
Według Powszechnego Spisu Ludności z 1921 roku wieś zamieszkiwało 101 osób, wśród których 25 było wyznania rzymskokatolickiego, 65 prawosławnego a 11 mojżeszowego. Jednocześnie 6 mieszkańców zadeklarowało polską przynależność narodową, 65 białoruską a 5 żydowską. We wsi było 24 budynki mieszkalne.